# Torneo di Wimbledon 2014 - Qualificazioni doppio maschile
Le qualificazioni del doppio  maschile del Torneo di Wimbledon 2014 sono state un torneo di tennis preliminare per accedere alla fase finale della manifestazione. I vincitori dell'ultimo turno sono entrati di diritto nel tabellone principale. In caso di ritiro di uno o più giocatori aventi diritto a questi sono subentrati i lucky loser, ossia i giocatori che hanno perso nell'ultimo turno ma che avevano una classifica più alta rispetto agli altri partecipanti che avevano comunque perso nel turno finale.

## Teste di serie
1. Gero Kretschmer /  Alexander Satschko (ultimo turno)
2. Sanchai Ratiwatana /  Sonchat Ratiwatana (primo turno)
3. Rameez Junaid /  Philipp Marx (primo turno)
4. Alex Bolt /  Andrew Whittington (qualificati)

1. Marcelo Demoliner /  Purav Raja (qualificati)
2. Mateusz Kowalczyk /  Artem Sitak (primo turno)
3. Pierre-Hugues Herbert /  Adil Shamasdin (primo turno)
4. Konstantin Kravčuk /  Tim Pütz (ultimo turno)

## Qualificati
1. Marcelo Demoliner /  Purav Raja
2. Andreas Siljeström /  Igor Zelenay

1. Ryan Harrison /  Kevin King
2. Alex Bolt /  Andrew Whittington

## Tabellone qualificazioni

### Legenda
| - Q = Qualificato - WC = Wild card - LL = Lucky loser | - ALT = Alternate - SE = Special Exempt - PR = Protected Ranking | - w/o = Walkover - r = Ritirato - d = Squalificato |

### Sezione 1
|  | Primo turno | Primo turno                        | Primo turno                      | Primo turno | Primo turno |  |  | Ultimo turno | Ultimo turno                       | Ultimo turno | Ultimo turno | Ultimo turno |  |
|  |             |                                    |                                  |             |             |  |  |              |                                    |              |              |              |  |
|  | 1           | Gero Kretschmer Alexander Satschko | 65                               | 6           | 6           |  |  |              |                                    |              |              |              |  |
|  |             | Damir Džumhur Franko Škugor        | 7                                | 2           | 2           |  |  | 1            | Gero Kretschmer Alexander Satschko | 6            | 1            | 4            |  |
|  |             | Somdev Devvarman Evgenij Donskoj   | Somdev Devvarman Evgenij Donskoj | 5           | 5           |  |  | 5            | Marcelo Demoliner Purav Raja       | 4            | 6            | 6            |  |
|  | 5           | Marcelo Demoliner Purav Raja       | Marcelo Demoliner Purav Raja     | 7           | 7           |  |  |              |                                    |              |              |              |  |

### Sezione 2
|  | Primo turno | Primo turno                           | Primo turno | Primo turno | Primo turno |  |  | Ultimo turno                    | Ultimo turno                    | Ultimo turno                    | Ultimo turno | Ultimo turno |  |
|  |             |                                       |             |             |             |  |  |                                 |                                 |                                 |              |              |  |
|  | 2           | Sanchai Ratiwatana Sonchat Ratiwatana | 6           | 65          | 7           |  |  |                                 |                                 |                                 |              |              |  |
|  |             | Denis Kudla Tim Smyczek               | 4           | 7           | 9           |  |  | Denis Kudla Tim Smyczek         | Denis Kudla Tim Smyczek         | Denis Kudla Tim Smyczek         | 4            | 4            |  |
|  |             | Andreas Siljeström Igor Zelenay       | 6           | 4           | 6           |  |  | Andreas Siljeström Igor Zelenay | Andreas Siljeström Igor Zelenay | Andreas Siljeström Igor Zelenay | 6            | 6            |  |
|  | 6           | Mateusz Kowalczyk Artem Sitak         | 3           | 6           | 4           |  |  |                                 |                                 |                                 |              |              |  |

### Sezione 3
|  | Primo turno | Primo turno                 | Primo turno                 | Primo turno | Primo turno |  |  | Ultimo turno | Ultimo turno                | Ultimo turno                | Ultimo turno | Ultimo turno |  |
|  |             |                             |                             |             |             |  |  |              |                             |                             |              |              |  |
|  | 3           | Rameez Junaid Philipp Marx  | 7                           | 4           | 4           |  |  |              |                             |                             |              |              |  |
|  |             | Ryan Harrison Kevin King    | 5                           | 6           | 6           |  |  |              | Ryan Harrison Kevin King    | Ryan Harrison Kevin King    | 6            | 7            |  |
|  | WC          | Lewis Burton Marcus Willis  | Lewis Burton Marcus Willis  | 610         | 6           |  |  | 8            | Konstantin Kravčuk Tim Pütz | Konstantin Kravčuk Tim Pütz | 3            | 5            |  |
|  | 8           | Konstantin Kravčuk Tim Pütz | Konstantin Kravčuk Tim Pütz | 7           | 7           |  |  |              |                             |                             |              |              |  |

### Sezione 4
|  | Primo turno | Primo turno                          | Primo turno                          | Primo turno | Primo turno |  |  | Ultimo turno | Ultimo turno                 | Ultimo turno                 | Ultimo turno | Ultimo turno |  |
|  |             |                                      |                                      |             |             |  |  |              |                              |                              |              |              |  |
|  | 4           | Alex Bolt Andrew Whittington         | Alex Bolt Andrew Whittington         | 7           | 7           |  |  |              |                              |                              |              |              |  |
|  |             | Dominik Meffert Gō Soeda             | Dominik Meffert Gō Soeda             | 64          | 63          |  |  | 4            | Alex Bolt Andrew Whittington | Alex Bolt Andrew Whittington | 6            | 6            |  |
|  | WC          | David Rice Sean Thornley             | David Rice Sean Thornley             | 7           | 6           |  |  | WC           | David Rice Sean Thornley     | David Rice Sean Thornley     | 3            | 2            |  |
|  | 7           | Pierre-Hugues Herbert Adil Shamasdin | Pierre-Hugues Herbert Adil Shamasdin | 64          | 3           |  |  |              |                              |                              |              |              |  |